# Andrea Ivančević
Andrea Ivančević (* 21. August 1984 in Zagreb) ist eine kroatische Hürdenläuferin, die sich auf die 100-Meter-Distanz spezialisiert hat.

## Sportliche Laufbahn
Ihre ersten internationalen Meisterschaften waren die Jugendweltmeisterschaften 2001 und die Juniorenweltmeisterschaften in Kingston 2002. Bei beiden Wettbewerben schied sie aber bereits in der Vorrunde aus. Auch 2003 schied sie bei den Junioreneuropameisterschaften in der Qualifikationsrunde aus. 2005 nahm sie an den U23-Europameisterschaften in Erfurt teil und scheiterte auch dort in der ersten Runde. 2006 gelang es ihr, sich für die Europameisterschaften in Göteborg zu qualifizieren und schied dort in der Vorrunde aus. 2007 nahm sie auch an den Studentenweltspielen in Bangkok teil und erreichte ein weiteres Mal nicht das Halbfinale. 2011 qualifizierte sie sich für die Halleneuropameisterschaften in Paris und schied abermals in der ersten Runde aus.
2014 verbesserte sie bei den Hallenweltmeisterschaften im polnischen Sopot im Vorlauf ihren eigenen Landesrekord und gelangte mit dieser Leistung bis in das Halbfinale. 2015 gelangte sie bei den Halleneuropameisterschaften ins Finale und belegte dort Platz sieben. Bei den Weltmeisterschaften in Peking gelangte sie in das Halbfinale. Während ihres Laufes stürzte sie und kam als letzte Läuferin mit großem Abstand ins Ziel. 2016 kam sie bei den Hallenweltmeisterschaften in Portland bis ins Finale und belegte dort den vierten Platz. Bei den Olympischen Spielen in Rio de Janeiro gelangte sie mit 12,90 s in das Halbfinale. 2017 qualifizierte sie sich für die Halleneuropameisterschaften in Belgrad, konnte dort aber aufgrund einer Verletzung nicht starten.
2018 qualifizierte sie sich für die Hallenweltmeisterschaften in Birmingham und gelangte dort bis in das Halbfinale. Anschließend gewann sie bei den Mittelmeerspielen in Tarragona die Goldmedaille in 13,19 s vor den zeitgleich eintreffenden Luminosa Bogliolo aus Italien und Elisavet Pesiridou aus Griechenland.
Bei den Leichtathletik-Halleneuropameisterschaften 2019 wurde Ivančević Siebte.
Ivančević wurde von 2003 bis 2008 und 2015 bis 2016 und 2018 kroatische Meisterin im Hürdensprint und über 100 Meter sowie zwischen 2002 und 2014 siebenfache Hallenmeister über 60 Meter und 60 Meter Hürden.

## Persönliche Bestleistungen

### Freiluft
- 100-Meter-Lauf: 11,30 s (+1,1 m/s)  am 25. Juli 2015 in  Varaždin
- 100-Meter-Hürdenlauf: 12,87 s  am 7. Juli 2015 in  Székesfehérvár

### Halle
- 60-Meter-Lauf: 7,29 s  am 1. März 2015 in  Rijeka
- 60-Meter-Hürdenlauf: 7,91 s  am 18. März 2016 in  Portland